# L'italiano (album Toto Cutugno)
L'italiano è il quarto album di Toto Cutugno da solista.
Questo album contiene la famosa canzone, nonché titolo del 33 giri, L'italiano, presentata al Festival di Sanremo 1983, classificata quinta.
Questo album è una specie di raccolta, in quanto contiene varie canzoni interpretate da Cutugno alcuni anni prima più l'inedito sopracitato L'italiano.

## Tracce
1. L'italiano (inedito)
2. Solo noi
3. Soli
4. Donna, donna mia
5. Voglio l'anima
6. Sarà
7. Innamorati
8. La mia musica
9. Flash
10. Donna